# Пантен Александријски
 Свети Пантен Александријски ( ? - 200.) је хришћански теолог познат као први управитељ Александријске теолошке школе, основане 190. године. Ова школа је била најстарија теолошка школа и имала је значајну улогу у развоју хришћанске теологије.
Пантен је у младости био стоички филозоф који је живео и поучавао у Александрији . Примио је хришћанство и отада настојао своју нову веру помирити са грчком филозофијом. Најпознатији ученик му је било Клемент Александријски .
Према Еузебију из Кесарије бавио се мисионарским радом у Индији где је пронашао ране хришћанске заједнице.